# 陳臻
陳臻，在《孟子》書中又稱為陳子，生卒年不詳。戰國時人，孟子弟子。曾隨孟子周遊列國，與孟子的對話都與錢、糧有關。

## 生平
孟子原本在齊國擔任客卿，後來辭官離去，齊王慰留不成。之後齊王曾對時子表示，想在國內授予孟子住宅，並以萬鍾的俸祿供養孟子的弟子們，讓大夫、百姓們有效法的對象。時子將這番話轉告陳臻，並由陳臻再轉告孟子。孟子聽聞後表示，自己並不是為了富貴而做官，因此不會因為齊王提出的禮遇而改變心意。
孟子離開齊國後，齊國發生饑荒。陳臻便對孟子說，大家都認為老師您會再回齊國勸諫齊王開倉賑災，但您大概不會再回去了吧。孟子以晉國善於搏虎的馮婦做為例子，表示自己確實不會再回齊國勸諫齊王，即成語「重作馮婦」的由來。
陳臻曾問孟子，為何之前在齊國時不接受齊王餽贈的黃金，卻在宋國、薛國都接受了國君的饋贈。孟子回答，因為齊王的餽贈沒有名目，如果收取了，便是接受齊王的收買；君子是不能被財物所收買的。
《孟子外書》記載，孟子母喪，陳臻為其辦理喪貨之事。

## 稱號
- 北宋政和五年（1115年）：蓬萊伯
- 明朝萬曆三十九年（1611年）：先儒陳氏